# Bernhard Romberg
Bernhard Heinrich Romberg (Dinklage, 13 novembre 1767 – Amburgo, 13 agosto 1841) è stato un violoncellista e compositore tedesco.

## Biografia
Nacque a Dinklage; suo padre, Anton Romberg, suonava il fagotto  e il violoncello e gli diede le prime lezioni di violoncello. Bernhard suonò per la prima volta in pubblico all'età di sette anni. 
Ad appena sette anni, nel 1774, iniziò a girare l'Europa col cugino Andreas Romberg, ed entrò a far parte dell'orchestra della corte di Münster. Fra il 1784 e il 1785 suonò a Parigi ai Concert Spirituel, e lì conobbe il violoncellista Jean-Louis Duport e il violinista Giovanni Battista Viotti, dai quali le sue opere furono profondamente influenzate. Nel 1790, col cugino, entrò a far parte anche dell'orchestra di corte del principe elettore arcivescovo di Colonia, a Bonn, dove incontrò il giovane Beethoven.
Beethoven ammirava e rispettava Bernhard Romberg come musicista, sebbene Romberg avesse molta difficoltà a capire molte idee musicali di Beethoven e avesse rifiutato l'offerta di Beethoven di preparare un concerto per violoncello per lui, dicendo che preferiva suonare le proprie composizioni. Morì ad Amburgo.

## Innovazioni sul violoncello
Romberg è ricordato per numerose innovazioni nella tecnica di esecuzione del violoncello e per le modifiche che apportò alla forma dello strumento. Ha infatti allungato la tastiera del violoncello e ha introdotto l'uso di aumentare l'inclinazione della tastiera e di rettificarla in corrispondenza della terza e quarta corda, per permettere a queste corde, più spesse delle altre, una maggiore libertà di vibrare. Tale modifica della tastiera sovente viene designata col suo nome. Teorizzò inoltre che i violoncelli di formati 3/4 e inferiori dovessero essere costruiti in modo da avvantaggiarne l'uso da parte degli studenti più giovani, principali destinatari di questi strumenti.
Romberg è anche responsabile di aver uniformato la notazione musicale per il violoncello stabilendo la convenzione dell'uso di sole tre chiavi per il violoncello: la chiave di basso, la chiave di tenore e la chiave di violino. Prima di lui, era comune utilizzare tutto il setticlavio per il violoncello - per esempio, Luigi Boccherini usava sei chiavi diverse nelle sue composizioni per violoncello, mentre Johann Sebastian Bach utilizzava anche la chiave di contralto oltre alle chiavi citate.
Molti studiosi ritengono che la sonata per violoncello in mi minore di Romberg ebbe una fortissima influenza sulla Sonata per violoncello n. 1 in mi minore di Johannes Brahms.

## Composizioni

### Opere per numero d'Opus
- Opus 1, quartetti per archi 1-3
  - Quartetto per archi n. 1 in mi bemolle maggiore
  - Quartetto per archi n. 2 in si bemolle maggiore
  - Quartetto per archi n. 3 in re maggiore
- Opus 2, Concerto n. 1 in si bemolle maggiore, per violoncello ed orchestra
- Opus 3, Grand Concerto n. 2 in re maggiore, per violoncello ed orchestra
- Opus 4, Potpourris in sol maggiore per violoncello e quartetto per archi (trascritto anche come tre duetti per violino e violoncello)
- Opus 5, Tre sonate per violoncello (o violino) e arpa (o pianoforte)
- Opus 6, Concerto n. 3 in sol maggiore, per violoncello ed orchestra
- Opus 7, Concerto per violoncello n. 4 in mi minore
- Opus 8, Grand Trio in fa maggiore per trio d'archi
- Opus 9, 3 duetti per due violoncelli (trascritto anche per violino e violoncello)
  - n.1, Duetto in re maggiore
  - n.2, Duetto in fa maggiore
  - n.3, Duetto in mi minore
- Opus 11, Ouverture per orchestra
- Opus 12, Quartetto per archi n. 4
- Opus 13, Variazioni in la minore per violoncello ed orchestra
- Opus 14, Airs Russes per violoncello ed orchestra
- Opus 17, Concerto per flauto in si minore (pubblicato anche come opus 30)
- Opus 18, Variazioni e Rondò in mi bemolle maggiore per arpa (o pianoforte), violino, viola e violoncello
- Opus 20, Variazioni su due airs russes in re minore per violoncello e archi
- Opus 21, Rondoletto per violoncello concertante con archi in la maggiore
- Opus 22, Quartetto per archi e pianoforte
- Opus 23, Trauer-Symphonie in do minore
- Opus 25, Quartetti per archi 5-7
  - Quartetto per archi n. 5 in sol minore
  - Quartetto per archi n. 6 in do minore
  - Quartetto per archi n. 7 in sol maggiore
- Opus 26, Ouverture per l'Opera: Ulysse et Circe
- Opus 28, Capriccio sur des aire nationaux suédois per violoncello e pianoforte (anche Sinfonia in mi bemolle maggiore)
- Opus 30, Concerto n. 5 in fa diesis minore per violoncello ed orchestra
- Opus 31, Concerto n. 6 in fa maggiore (Militaire) per violoncello ed orchestra
- Opus 33, 2 duetti per due violoncello
- Opus 34, Concert Ouverture
- Opus 35, Elegie sur la mort d'un objet chéri per violoncello ed orchestra d'archi
- Opus 36, Duetti per due violoncello
- Opus 37, Quartetto per archi n. 8 in la maggiore
- Opus 38, Tre sonate per violoncello e pianoforte
  - n. 1, Sonata per violoncello in mi minore
  - n. 2,  Sonata per violoncello in sol maggiore
  - n. 3, Sonata per violoncello in si bemolle maggiore
- Opus 39, Quartetto per archi n. 9 in re minore
- Opus 41, Concertino in mi minore per violoncello ed orchestra
- Opus 42, Divertimento su temi nazionali svedesi
- Opus 43, 3 Sonate per violoncello
  - n. 1, Sonata per violoncello in si bemolle maggiore
  - n. 2,  Sonata per violoncello in do maggiore
  - n. 3, Sonata per violoncello in sol maggiore
- Opus 44, Concerto n. 7 in do maggiore (Suisse) per violoncello ed orchestra
- Opus 46, Divertimento da arie popolari austriache
- Opus 48, Concerto n. 8 in la maggiore (Brillant) per violoncello ed orchestra
- Opus 49, Souvenir de Vienne, grosses rondo brillant, per violoncello e pianoforte (originariamente per violoncello e orchestra)
- Opus 50, Tema e Variazioni per violoncello e pianoforte
- Opus 51, Concertino, per violoncello e pianoforte o orchestra in re minore
- Opus 52, – Airs Russes per violoncello e pianoforte
- Opus 53, Sinfonia in do maggiore (pubblicato nel 1830 da Haslinger)[3][4]
- Opus 55, Fantaisie sur des airs norvégiens in re minore per violoncello e pianoforte
- Opus 56 , Grand Concerto n. 9 in si minore per violoncello ed orchestra
- Opus 57, Concertino per violoncello ed orchestra
- Opus 58, Fantaisie sur des airs norvégiens pour violoncelle et piano
- Opus 59, Quartetto per archi n. 10 in la minore
- Opus 60, Quartetto per archi n. 11 in mi maggiore
- Opus 61, Tema, Variazioni e Rondò per violoncello e pianoforte
- Opus 62, Symphonie burlesque
- Opus 65, Divertimento on Westphalian National Themes per violoncello e archi
- Opus 70, Grande fantaisie per violoncello e quartetto d'archi o pianoforte
- Opus 71, Divertissement for piano trio
- Opus 72, Concertino in la per due violoncelli e orchestra
- Opus 75, Op. 75 – Concerto n. 10 in mi maggiore (Brillant), per violoncello ed orchestra
- Opus 76, Introduction and Polonaise per violoncello e pianoforte

### Opere di Bernhard e Andreas Romberg
- Opus 1, Tre quintetti per flauto, violino, due viole e violoncello
  - Quintetto n. 1 in re maggiore
  - Quintetto n.2 in do maggiore
  - Quintetto n.3 in sol maggiore (probabilmente scritto solo da Bernhard Romberg[5])
- Opus 2, 3 Duetti concertanti per violino e violoncello

### Opere senza numero d'Opus
- Oeuvres Posthumes, 6 Morceaux Élégants per violoncello e pianoforte
  - n. 1,  La réponse, Fantaisie
  - n. 2, Divertissement
  - n. 3, Notturno
  - n. 4, Sérénade
  - n. 5, Bagatella
  - n. 6, Introduzione e Rondo giocoso
- Le Rêve, pièce de fantaisie per violoncello e quartetto d'archi (o pianoforte)
- Due canoni
- Recitative and Aria in B-flat maggiore per violoncello e orchestra
- Pièce pour les amateurs sur des airs suedois per violoncello e quartetto d'archi
- Cantabile et thème varié suivis d'un allegretto per violoncello e pianoforte
- Variazioni in la minore per violoncello ed orchestra
- Variazioni in mi maggiore per violoncello e pianoforte
- Trois themes de W. A. Mozart, variés pour violon et violoncelle
- Concerto doppio, per violino, violoncello, e orchestra
- Divertimento sur des airs autrichiens, per violoncello e pianoforte
- Studi di Violoncello, tre libri
- Scuola completa teorica e pratica per violoncello